# Base navale Léningrad
La base navale Léningrad est une base navale utilisée par la flotte de la Baltique de la Marine russe.

## Histoire
La base navale est créée sur la base de l’ordre no 117 du 15 mars 1919 de la flotte de la mer Baltique. Les Forces navales de Petrograd sont renommées par cet ordre en « Base navale de Petrograd ». La base navale de Petrograd, puis de Leningrad a été depuis lors abolie, reformée et recréée.
À l’été 1919, les équipages des torpilleurs Gabriel et Azard, ainsi que celui du sous-marin Panther sous le commandement d’A. Bakhtine enregistrent les premiers succès de bâtiments de la base, en coulant le sous-marin HMS L55 et le destroyer HMS Vittoria de la Royal Navy britannique.
Pendant la Grande guerre patriotique, une unité de défense côtière de Leningrad et de la région des Lacs est créée à partir du quartier général des institutions éducationnelles navales et des unités de la flotte. Environ 100 000 marins combattent sur le front de Leningrad. En 1941-1944, des bâtiments de cette base navale participent aux opérations de débarquement dans la zone de Strelna, de Peterhof, sur le lac Ladoga, dans la région de Vyborg et dans le golfe de Narva. Pendant le blocus de Leningrad, la flotte assure la communication avec la ville assiégée à travers le lac Ladoga. 1,7 million de tonnes de marchandise sont transportées et 1 million de personnes sont évacuées par voie maritime, grâce à la Route de la vie uniquement.
À partir d'octobre 1988, la base abrite les :
- 25e brigade de sous-marins (Kronstadt, oblast de Leningrad) ;
- 105e brigade de protection de la région navale (Kronstadt, oblast de Leningrad) ;
- 166e brigade de bâtiments construits et en réparations (Kronstadt, oblast de Leningrad).

Depuis 1994, la base est occupée par la Flotte de la Baltique.

## Bâtiments en 2008
| #                                                                            | Bâtiment                                                                     | Bâtiment                                                                     | Bâtiment                                                                     | Bâtiment                                                                     | Bâtiment                                                                     | Commandant            | Commandant                  |
| #                                                                            | Type (et projet)                                                             | Nom                                                                          | Numéro                                                                       | Actif au sein de la flotte                                                   | Notes                                                                        | Rang du capitaine     | Nom du capitaine            |
| ---------------------------------------------------------------------------- | ---------------------------------------------------------------------------- | ---------------------------------------------------------------------------- | ---------------------------------------------------------------------------- | ---------------------------------------------------------------------------- | ---------------------------------------------------------------------------- | --------------------- | --------------------------- |
| 105e brigade de protection de la région navale (basée à Kronstadt)           | 105e brigade de protection de la région navale (basée à Kronstadt)           | 105e brigade de protection de la région navale (basée à Kronstadt)           | 105e brigade de protection de la région navale (basée à Kronstadt)           | 105e brigade de protection de la région navale (basée à Kronstadt)           | 105e brigade de protection de la région navale (basée à Kronstadt)           | Capitaine de 1er rang | Sergueï Pintchouk           |
| 109e bataillon de corvette anti sous-marines                                 | 109e bataillon de corvette anti sous-marines                                 | 109e bataillon de corvette anti sous-marines                                 | 109e bataillon de corvette anti sous-marines                                 | 109e bataillon de corvette anti sous-marines                                 | 109e bataillon de corvette anti sous-marines                                 | Capitaine de 2e rang  | Maxim Kirpitchnikov         |
| 1                                                                            | corvette du Projet 1331M (classe Parchim)                                    | MPK-99 Zelenodolsk russe : МПК-99 «Зеленодольск»                             | 308                                                                          | depuis 1987                                                                  | En réparations                                                               | Capitaine de 3e rang  | Ievgueni Tichkevitch        |
| 2                                                                            | corvette du Projet 1331M (classe Parchim)                                    | MPK-192 russe : МПК-192                                                      | 304                                                                          | depuis 1986                                                                  |                                                                              | Capitaine-lieutenant  | Ievgueni Kouznetsov         |
| 3                                                                            | corvette du Projet 1331M (classe Parchim)                                    | MPK-205 Kazanets (Citoyen de Kazan) en russe : МПК-205 « Казанец »           | 311                                                                          | depuis 1987                                                                  |                                                                              |                       | [ 2 ]                       |
| 22e bataillon de chalutiers armés                                            | 22e bataillon de chalutiers armés                                            | 22e bataillon de chalutiers armés                                            | 22e bataillon de chalutiers armés                                            | 22e bataillon de chalutiers armés                                            | 22e bataillon de chalutiers armés                                            | Capitaine de 2e rang  | Mikhaïl Ahahline            |
| 4                                                                            | Chalutier armé du projet 12650                                               | BT-44 russe : БТ-44                                                          | 563                                                                          | depuis 1985                                                                  |                                                                              |                       | [ 2 ]                       |
| 5                                                                            | Chalutier armé du projet 12650                                               | BT-115 russe : БТ-115                                                        | 561                                                                          | depuis 1994                                                                  |                                                                              | Capitaine-lieutenant  | Vladimir Remezov            |
| 123e bataillon de sous-marins en réparations (basé à Kronstadt)              | 123e bataillon de sous-marins en réparations (basé à Kronstadt)              | 123e bataillon de sous-marins en réparations (basé à Kronstadt)              | 123e bataillon de sous-marins en réparations (basé à Kronstadt)              | 123e bataillon de sous-marins en réparations (basé à Kronstadt)              | 123e bataillon de sous-marins en réparations (basé à Kronstadt)              | Capitaine de 1er rang | Igor Martemjanov            |
| 6                                                                            | sous-marin diesel du Projet 877 (classe Kilo)                                | B-227 russe : Б-227                                                          |                                                                              | depuis 1983                                                                  |                                                                              | Capitaine de 2e rang  | Igor Abitov                 |
| 7                                                                            | sous-marin diesel du Projet 877EKM (classe Kilo)                             | B-806 russe : Б-806                                                          |                                                                              | depuis 1986                                                                  |                                                                              | Capitaine de 3e rang  | Vitali Tchikine             |
| 13e brigade de navires en construction et en réparations (basée à Kronstadt) | 13e brigade de navires en construction et en réparations (basée à Kronstadt) | 13e brigade de navires en construction et en réparations (basée à Kronstadt) | 13e brigade de navires en construction et en réparations (basée à Kronstadt) | 13e brigade de navires en construction et en réparations (basée à Kronstadt) | 13e brigade de navires en construction et en réparations (basée à Kronstadt) | Capitaine de 1er rang | Belonogi Sergueï Petrovitch |
| 8                                                                            | sous-marins à propulsion diesel de du projet 677 (classe Lada)               | B-585 Saint-Pétersbourg russe : Б-585 « Санкт-Петербург »                    |                                                                              | Faisait partie de la flotte jusqu'en 2007                                    | Devait être commissionné en 2010                                             |                       | [ 2 ]                       |
| 32e bataillon autonome de courts de support (basé à Priozersk)               | 32e bataillon autonome de courts de support (basé à Priozersk)               | 32e bataillon autonome de courts de support (basé à Priozersk)               | 32e bataillon autonome de courts de support (basé à Priozersk)               | 32e bataillon autonome de courts de support (basé à Priozersk)               | 32e bataillon autonome de courts de support (basé à Priozersk)               | Capitaine de 1er rang | Vladimir Karmanov           |